# Matthew Flinders
Matthew Flinders (16. března 1774 Donington – 19. července 1814 Londýn) byl jeden z nejúspěšnějších mořeplavců a tvůrců map své doby. Jako první obeplul Austrálii a identifikoval ji jako kontinent.
Po dobu své kariéry, která trvala pouze něco přes dvacet let, se plavil s kapitánem Williamem Blighem, obeplul a pojmenoval Austrálii, přežil ztroskotání, aby byl později obviněn ze špionáže. Objevil a opravil efekt vlivu železných komponentů a vybavení lodi na zobrazování údajů na kompasu, a sepsal práci o objevování Austrálie nazvanou A Voyage To Terra Australis, jejíhož vydání se ale už nedožil.